# Opere delle Quattro Sorelle
Le Opere delle Quattro Sorelle (Batteria B3 e Batteria B4) sono 2 fortificazioni simili poste alle pendici della Punta Quattro Sorelle, nel comune di Bardonecchia, costruite tra il 1938 ed il 1939 per sostituire l'ottocentesca batteria ad ordinamento scoperto appostata sul Monte Gasparre.

## Pianta

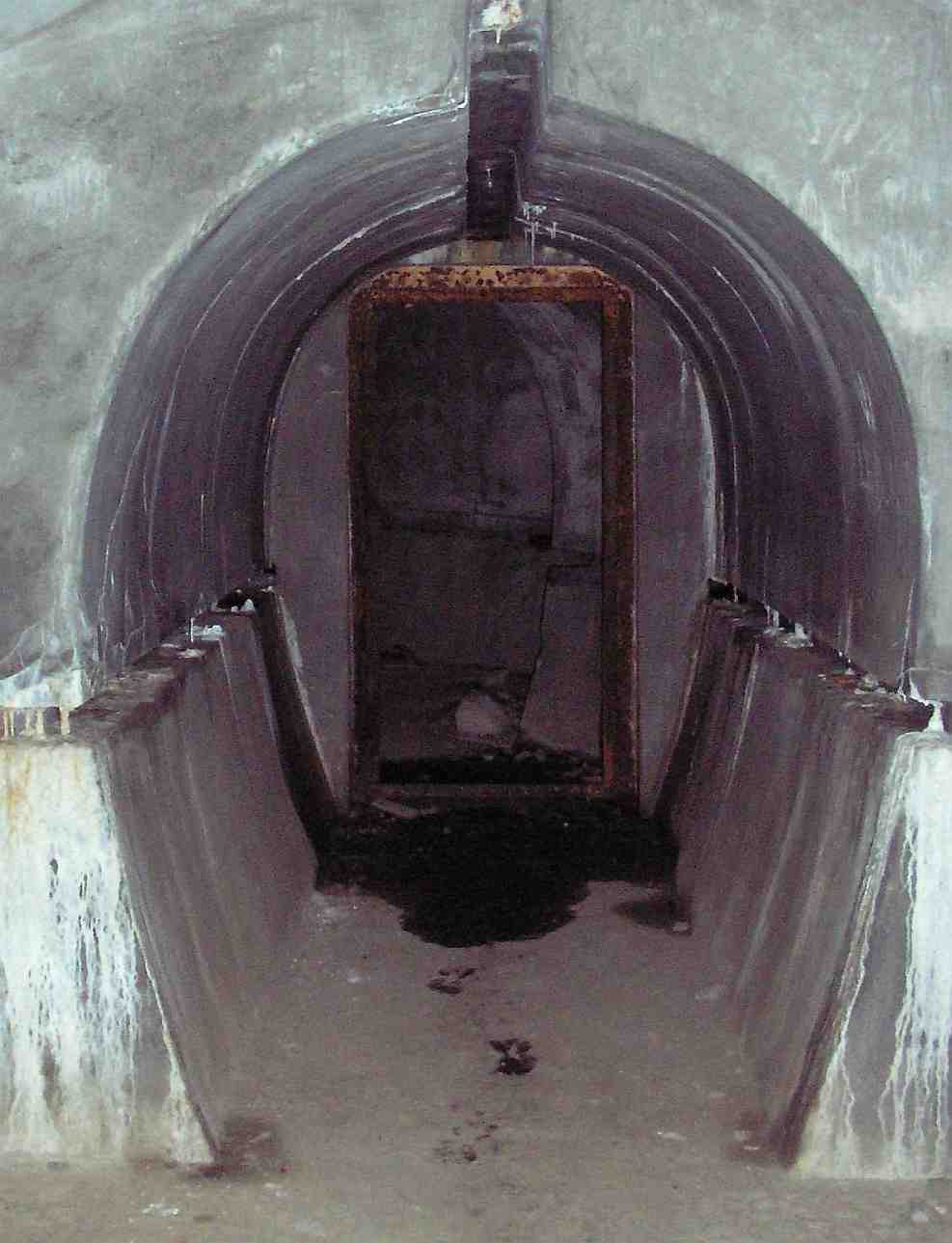
Interno della batteria B3

Le fortificazioni vennero edificate nel quadro della riorganizzazioni del Vallo Alpino Occidentale in previsione di una possibile invasione da parte della Francia nella conca di Bardonecchia per sostituire gli appostamenti campali e la batteria ad ordinamento scoperto costruite nel 1893 sul Monte Gasparre e che avevano lo scopo di battere i colli della Scala e della Rho ed erano dotate di 4 cannoni 15 GRC Ret la batteria e 10 cannoni da 12 GRC Ret gli appostamenti.
Ciascuna delle 2 batterie aveva un organico di 80 uomini che alloggiavano su letti a castello all'interno della fortificazione; questa era costruita all'interno della montagna e, nei punti di apertura verso l'esterno, aveva un ottimo livello di mimetizzazione. Le 2 batterie avevano una pianta formata da più cunicoli che si dipartivano tutti dal locale ricovero per gli uomini. Gli osservatori delle 2 opere erano ad un piano superiore rispetto al piano base, e si raggiungevano tramite delle rampe di scale che si dipartivano dal corridoio principale sotterraneo di collegamento tra le 6 postazioni in Casamatta ed al termine del quale vi erano le mitragliatrici per battere i colli che dovevano venir difesi. Le opere erano protette esternamente da una Gabbia di Faraday ed avevano le gallerie con volte molto arcuate per resistere maggiormente a degli eventuali attacchi. La Batteria B4, posta leggermente più in alto della Batteria B3 (2310 m s.l.m. rispetto ai 2300) era strutturata su più livelli, con 3 uscite esterne, tutte perfettamente mimetizzate (conto le 2 della B3).
Le 2 batterie erano dotate di 6 cannoni da 75/27 Mod. 1906 su affusto speciale posti nelle 6 casematte in caverna dei complessi, ed entrambe le fortificazioni avevano in dotazione dei mitragliatori (2 la B3 ed 1 la B4) che, posti nei malloppi rivolti direttamente rispettivamente verso il Colle della Scala ed il Colle della Rho, permettevano une buona copertura del settore.
Arrivando alle 2 batterie dalla Strada Militare Bardonecchia - Tre Croci - Batterie B3 e B4, prima di giungere al Passo delle Tre Croci si passa accanto alla postazione della 35ª Batteria G.a.F., che era formata da alcuni trinceramenti, un grosso spiazzo ed una vasca per l'acqua potabile scavata nel terreno. Questa batteria era formata da cannoni 75/27 che erano rivolti in modo da battere la Valle della Rho tra il Pian dei Morti e la Cima della Blave in appoggio alla Batteria B3 posta al termine della strada.

## Le fortificazioni oggi

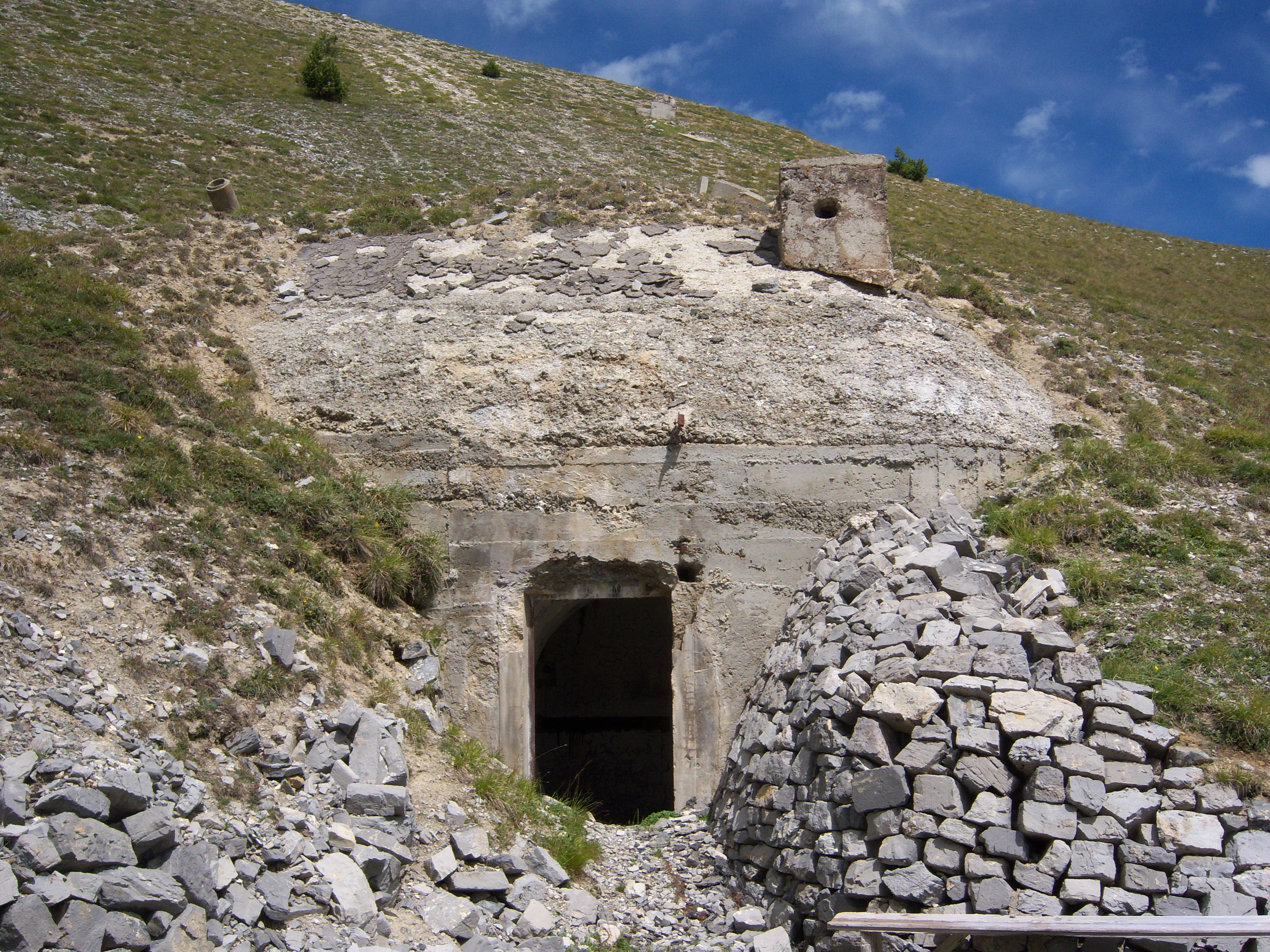
L'ingresso della batteria B4

Al termine della Seconda guerra mondiale la linea di confine tra la Francia e l'Italia venne avanzata rispetto a prima: tutta la Valle Stretta passò sotto il territorio francese, e, con essa, anche la Batteria B3; la gemella Batteria B4, invece, rimase in territorio italiano pur se molto vicina alla precedente. Il destino della conservazione delle opere, però fu al contrario: la Batteria B3, trovandosi in territorio francese venne unicamente privata degli armamenti e delle maggiori parti metalliche, mentre la batteria B4 venne fatta brillare e distrutta per la maggior parte (infatti l'art. 47 del trattato di pace prevedeva la distruzione delle opere militari poste a meno di 20 km dal confine.
Conseguentemente la Batteria B3 è interamente visitabile in sicurezza (eccezion fatta per una casamatta che venne erroneamente fatta brillare), mentre la batteria B4 è visitabile solo più per la parte rimasta intatta dopo la distruzione e, comunque, con moltissima cautela.